# Karl Steimel
Edgar Karl Alois Steimel (* 11. März 1905 in Lohmar; † 1. Juli 1990 in Bad Homburg vor der Höhe) war ein deutscher Physiker, Elektrotechniker und Erfinder.

## Leben

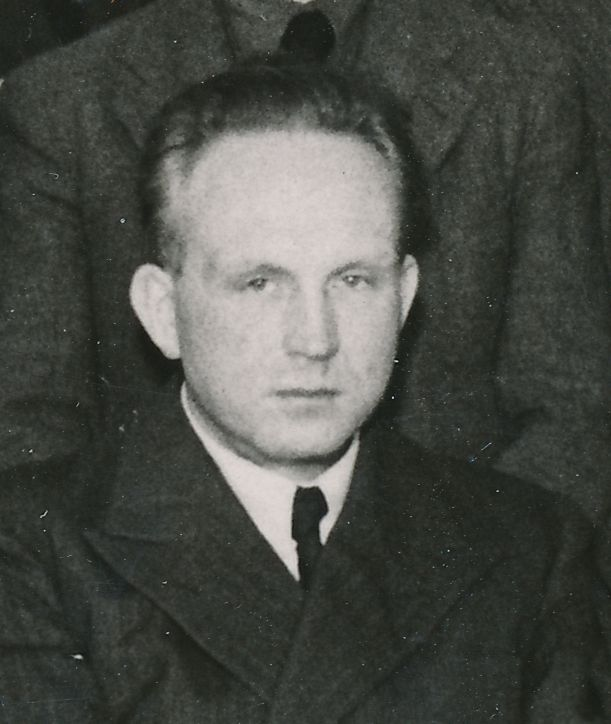
Porträt Karl Steimel, 1946, Ausschnitt aus einem Gruppenfoto

Einem bäuerlichen Milieu entstammend, konnte Steimel trotz wirtschaftlicher Schwierigkeiten 1923 das Abitur am Beethoven-Gymnasium Bonn ablegen und studierte Physik und Mathematik an der Universität zu Köln, wo er 1928 mit einem Thema zur angewandten Mathematik promovierte. In Köln bekam er Kontakt zu Hans Rukop, der bereits seit 1914 in Berlin bei Telefunken maßgeblich an der frühen Entwicklung von Elektronenröhren gearbeitet hatte. Er wurde für vier Jahre Rukops Privatassistent und hatte Gelegenheit, in dessen Institut wichtige Untersuchungen zu den Eigenschaften von Elektronenröhren durchzuführen.
Im Februar 1932 wechselte Steimel zu Telefunken nach Berlin, wo er im Röhrenlaboratorium arbeitete und bereits 1934 mit der Leitung der Rundfunkröhrenentwicklung betraut wurde. Eine zweistellige Anzahl von Patenten bereits in dieser Zeit zeugen von seinem Ideenreichtum. Er wurde ab 1936 Leiter der gesamten Röhrenentwicklung bei Telefunken, eine Stellung, die er bis zum Kriegsende 1945 innehatte.
Daneben wurde Steimel während des Krieges 1943 vom Reichsforschungsrat und von Rüstungsminister Albert Speer die Verantwortung mit Weisungsbefugnis für die gesamte Forschung und Entwicklung von Elektronenröhren im Reichsgebiet übertragen.
Trotz seiner leitenden Stellung in einer kriegswichtigen Technikbranche war Steimel politisch unbelastet, er war weder Mitglied der NSDAP noch in anderen parteinahen Organisationen aktiv. Dass er nur auf Grund seiner fachlichen Qualitäten eine solche Leitungsposition innehatte, empfahl ihn nach dem Kriegsende bei der russischen Besatzungsmacht.
Er bekam bereits im Sommer 1945 ein Angebot, in dem im sowjetischen Sektor von Berlin zu schaffenden Labor, Konstruktionsbüro und Versuchswerk Oberspree (LKVO) als Berater und Leiter tätig zu werden. Er und eine Reihe seiner Mitarbeiter nahmen das Angebot an. Jedoch wurden er und viele seiner Kollegen am 22. Oktober 1946 im Zuge der Aktion Ossawakim in die Sowjetunion deportiert und mussten mit ihrem technischen Wissen und Können mithelfen, die sowjetische Röhrenproduktion zu modernisieren.
Im Jahre 1952 durfte Steimel nach Deutschland zurückkehren, wo er zunächst in der Geschäftsleitung der in Westdeutschland wieder tätigen Firma Telefunken wiederum für Forschung und Entwicklung zuständig war. Ab 1956 übernahm er für die AEG ein neugegründetes Forschungsinstitut in Frankfurt am Main und leitete die gesamte AEG-Forschung bis zu seiner Pensionierung 1967.
Auch nach seiner Pensionierung war Steimel noch ehrenamtlich beratend für Bundesbehörden und internationale Gremien tätig. Er ist am 1. Juli 1990 an seinem Wohnort Bad Homburg v. d. Höhe verstorben.
Karl Steimel war zweimal verheiratet und hatte vier Kinder: Sohn Ulrich (* 1941, Physiker), Tochter Brigitte (* 1942), Sohn Andreas (* 1947, Prof. f. Elektr. Energietechnik u. Leistungselektronik in Bochum), Sohn Johannes (* 1949, Dr. Ing.).

## Wirken
Karl Steimel hat für den deutschen Anteil an der Entwicklung der Funktechnik einen maßgeblichen Beitrag geleistet. Er meldete insgesamt über 100 Patente an, von denen 60 erteilt wurden. Eine Vielzahl von Veröffentlichungen belegen seine Tätigkeit.
Am Beginn seiner Labortätigkeit arbeitete er hauptsächlich an dem Problem, eine geeignete Röhre für die multiplikative Mischung in Überlagerungsempfängern zu schaffen, die eine wirksame Schwundregelung ermöglichen sollte. Die Kombination Triode-Hexode konnte sich neben anderen technischen Lösungen in Gestalt des Typs ACH1 in den Jahren nach 1934 durchsetzen.
Sein weiteres Schaffen auf dem Gebiet der Elektronenröhren ist gekennzeichnet durch die Konstruktion der Verbundröhre VCL11, die den Volksempfänger DKE38 als Billigradio erst möglich machte, sowie der 1938 eingeführten Harmonischen Serie – hier beispielhaft die Typen ECH11 – EBF11 – ECL11, die es ermöglichte, mit nur drei in ihren Eigenschaften aufeinander abgestimmten Verbundröhren einen hochwertigen Sechskreissuper zu konstruieren. Diese Schaltungslösung, auch mit später modernisierten Nachfolgetypen, sollte für Jahrzehnte die Basis für die Rundfunkgeräteentwicklung in Deutschland werden.
Darüber hinaus war Steimel für die Röhrenentwicklung für den Einheits-Fernsehempfänger von 1939 sowie für die wassergekühlten Großröhren der Rundfunksender verantwortlich.
Eine wichtige Entwicklung war die Schaffung von Spezialröhren für Wellenlängen bis unter 10 cm, die durch die kriegsbedingte Entwicklung der Radartechnik gefordert wurden. Dies bedingte eine völlig neue Herstellungstechnologie für solche Röhren – die „Metall-Keramik Technik“ für Scheibentrioden –, die unter seiner Leitung gegen Ende der Kriegszeit produktionsreif wurden.
In der Zeit seines Zwangsaufenthalts in Frjasino bei Moskau hatte Steimel als von den Russen anerkannte Autorität die Belange der gesamten mit ihm internierten Funkspezialisten zu vertreten und hat als Berater des zuständigen sowjetischen Ministeriums auch für die Entwicklung der damaligen sowjetischen Elektronikindustrie einen bedeutsamen Beitrag geleistet.
In seiner Zeit als Leiter der AEG Forschung beschäftigte er sich bis zu seiner Pensionierung 1967 vornehmlich mit Thyristoren (steuerbare Siliziumgleichrichter), der damit realisierbaren Antriebstechnik sowie der Entwicklung von Zyklotronen für die Kernforschung.
In diesem Zusammenhang ergab sich seine spätere Beratertätigkeit in der Kernenergiebranche. Steimel gehörte zeitweise dem Verwaltungsrat der Kernforschungsanlage Jülich an und war Vorsitzender des wissenschaftlichen Ausschusses des Verbands Deutscher Elektrotechniker (VDE).

## Ehrungen
- 1961: Ehrendoktorwürde der Technischen Hochschule Aachen
- 1970: Ehrenring des VDE[2]

## Schriften
- Der Einfluß v. Masse u. Laufzeit v. Elektronen im Bereich d. Rundfunkröhren, in: Die TelefunkenRöhre, H. 5, 1935, S. 213–18.
- Das Rundfunkröhrenprogr. 1938/39, ebd., Sonderh. als Beil. zu H. 13, 1938, S. 2–27.
- Ganzmetall-Rundfunkröhren, in: Elektrotechnische Zeitschrift, Heft 31, 4. September 1938, S. 813–815;
- Die Regelserie d. Stahlröhrenserie, ebd., S. 28–40 (mit R. Schiffel).
- Über Unterschiede u. Parallelen in d. Empfangs- u. Senderöhrentechnik, ebd., H. 14, 1938, S. 159–163.
- Stand u. Zukunftsaussichten d. Rundfunkröhrenentwicklung, in: Die Telefunken-Ztg. 21, 1940, Nr. 84, S. 7–16.
- Die Röhre im Speisegerät, 1956.
- Elektronische Speisegeräte, 1957.
- Energieelektronik u. geregelte elektr. Antriebe, 1966.
- Der Standort d. Industrieforsch. in Forsch. u. Technik, 1963.
- Schnellverkehr auf d. Grundlage d. Rad-Schiene-Systems, Berührungsfreie Fahrtechnik f. Schnellbahnen, 1973 (mit H. Weh).